# Berlin-Karlshorst
Karlshorst is een stadsdeel in het district Lichtenberg in Berlijn. 

## Geschiedenis
De eerste vermelding was als Vorwerk Carlshorst op 11 september 1825. De feitelijke oprichtingsdatum is echter op 25 mei 1895 toen de eerste woongebouwen in het huidige Prinzenviertel gebouwd werden. Op 24 juni 1901 werd de spelling gewijzigd en werd Karlshorst voortaan met een K geschreven. Na de opening van het station Karlshorst in 1902 was het gebied makkelijk bereikbaar en werd het een populaire buitenwijk van Berlijn. Het werd vaak Dahlem van het oosten genoemd. Tot 1920 maakte Karlshorst deel uit van Friedrichsfelde en werd dan samen met deze gemeente opgenomen in Groot-Berlijn en werd zo een stadsdeel van het district Lichtenberg. 
Na de Tweede Wereldoorlog moesten veel mensen hun huizen verlaten omdat het gebied ingenomen werd door de Sovjets. In 1949 werd een deel teruggegeven aan de bevolking. Volgens de voorwaarden van het Twee-plus-Vier-Verdrag trokken de laatste Russische soldaten zich pas in 1994 terug. Vanaf 1994 werd de wijk grondig gerenoveerd. 

## Verkeer
De S-Bahn-lijn S3 doorkruist Karlshorst van het noordwesten naar het zuidoosten. Van 1961 tot 2017 was Karlshorst ook een stopplaats van de Regionalbahn. Er is geen metrolijn, al waren er plannen om de U5 uit te breiden tot in Karlshorst. De tramlijnen M17, 27 en 37 stoppen op de Treskowallee.
Alt-Hohenschönhausen ·
Falkenberg ·
Fennpfuhl ·
Friedrichsfelde ·
Karlshorst ·
Lichtenberg ·
Malchow ·
Neu-Hohenschönhausen ·
Rummelsburg ·
Wartenberg